# Столкновение (фильм, 1984)
«Столкновение» — советский двухсерийный художественный фильм 1984 года, снятый режиссёром Исааком Фридбергом на Литовской киностудии по заказу Гостелерадио СССР. Экранизация романа Миколаса Слуцкиса «На исходе дня».
Премьера состоялась 4 декабря 1984 года на Центральном телевидении СССР.

## Сюжет
Работник Казюкенас болен и попадает в больницу, где его лечит хирург Наримантас, старый друг из юности. Они должны вновь познакомиться и преодолеть старые разногласия, чтобы найти мир и понимание.

## В ролях
- Николай Пастухов — Наримантас
- Анатолий Ромашин — Александр Антанович Казюкенас
- Саулюс Баландис — Ритис
- Ольга Остроумова — Рута
- Неле Савиченко-Климене — Айсте
- Любомирас Лауцявичюс — Йонас Чебрюнас
- Татьяна Божок — Влада
- Ирена Мацкявичюте — медсестра

## Съёмочная группа
- Режиссёр: Исаак Фридберг
- Сценарист: Исаак Фридберг
- Оператор: Донатас Печюра
- Композитор: Евгений Дога
- Художники: Александр Бойм, Михаил Мальков